# Numero pentagonale centrato
Un numero pentagonale centrato è un fenomeno numero poligonale centrato che rappresenta un pentagono con un punto al centro e tutti gli altri punti attorno in livelli pentagonali successivi. Il numero pentagonale centrato {\displaystyle P_{n},} per {\displaystyle n} intero positivo, è dato dalla formula:
{\displaystyle P_{n}={{5n^{2}-5n+2} \over 2}.}
I primi numeri pentagonali centrati sono:
1, 6, 16, 31, 51, 76, 106, 141, 181, 226, 276, 331, 391, 456, 526, 601, 681, 766, 856, 951, 1051, 1156, 1266, 1381, 1501, 1626, 1756, 1891, 2031, 2176, 2326, 2481, 2641, 2806, 2976, ...
La parità dei numeri pentagonali centrati segue il modello pari-pari-dispari-dispari, e in base 10 la cifra delle unità segue il modello 6-6-1-1.